# Във вашия дом 14: Отмъщението на Гробаря
Във вашия дом 14: Отмъщението на Гробаря (на английски: In Your House 14: Revenge of the 'Taker) е четиринадесетото pay-per-view събитие от поредицата Във вашия дом, продуцирано от Световната федерация по кеч (WWF). Събитието се провежда на 20 април 1997 г. в Рочестър, Ню Йорк.

## Обща информация
В главното събитие Ледения Стив Остин се бие с Брет Харт. В ъндъркарда са включени Гробаря, който защитава Световната титла в тежка категория на WWF срещу Менкайнд, Роки Маивиа защитава Интерконтиненталната титла на WWF срещу Савио Вега, и Оуен Харт и Британския Булдог, защитаващи Световните отборни титли на WWF срещу Легионът на смъртта (Животното и Ястреба).

## Резултати
| №                                         | Резултати | Правила                                                                                | Време |
| ----------------------------------------- | --- | -------------------------------------------------------------------------------------- | ----- |
| 1                                         | Легионът на смъртта (Животното и Ястреба) побеждават Оуен Харт и Британския Булдог (ш) чрез дисквалификация        | Отборен мач за Световните отборни титли на WWF                                         | 10:11 |
| 2                                         | Савио Вега (с Кръш, Фарук, Кларънс Мейсън, Д'Ло Браун, Джей Си Айс и Улфи Ди) поб. Роки Маивиа (ш) чрез отброяване | Индивидуален мач за Интерконтиненталната титла на WWF                                  | 08:33 |
| 3                                         | Джеси Джеймс поб. Рокабили (с Хонки Тонк Мен)                                                                      | Индивидуален мач                                                                       | 06:46 |
| 4                                         | Гробаря (ш) поб. Менкайнд (с Пол Беърър)                                                                           | Индивидуален мач за Световната титла в тежка категория на WWF                          | 17:26 |
| 5                                         | Ледения Стив Остин поб. Брет Харт чрез дисквалификация                                                             | Индивидуален мач определяне #1 претендент за Световната титла в тежка категория на WWF | 21:09 |
| - (ш) – указва шампиона/шампионите в мача | |                                                                                        |       |